# Рандалл (Міннесота)
Рандалл (англ. Randall) — місто (англ. city) в США, в окрузі Моррісон штату Міннесота. Населення — 607 осіб (2020).

## Географія
Рандалл розташований за координатами 46°5′19″ пн. ш. 94°30′2″ зх. д. / 46.08861° пн. ш. 94.50056° зх. д. (46.088503, -94.500549).  За даними Бюро перепису населення США в 2010 році місто мало площу 5,32 км², уся площа — суходіл.

## Демографія
Згідно з переписом 2010 року, у місті мешкало 650 осіб у 264 домогосподарствах у складі 174 родин. Густота населення становила 122 особи/км².  Було 301 помешкання (57/км²).
Расовий склад населення:
| - 97,2 % — білих - 0,6 % — чорних або афроамериканців - 0,2 % — корінних американців |

До двох чи більше рас належало 1,2 %. Частка іспаномовних становила 1,1 % від усіх жителів.
За віковим діапазоном населення розподілялося таким чином: 27,1 % — особи молодші 18 років, 57,8 % — особи у віці 18—64 років, 15,1 % — особи у віці 65 років та старші. Медіана віку мешканця становила 33,9 року. На 100 осіб жіночої статі у місті припадало 100,6 чоловіків;  на 100 жінок у віці від 18 років та старших — 100,0 чоловіків також старших 18 років.
Середній дохід на одне домашнє господарство  становив 47 623 долари США (медіана — 39 485), а середній дохід на одну сім'ю — 60 164 долари (медіана — 51 250). За межею бідності перебувало 14,7 % осіб, у тому числі 21,9 % дітей у віці до 18 років та 7,9 % осіб у віці 65 років та старших.
Цивільне працевлаштоване населення становило 257 осіб. Основні галузі зайнятості: освіта, охорона здоров'я та соціальна допомога — 19,8 %, виробництво — 18,7 %, публічна адміністрація — 14,4 %, роздрібна торгівля — 12,5 %.